# Cải tạo Paris thời Đệ nhị đế chế

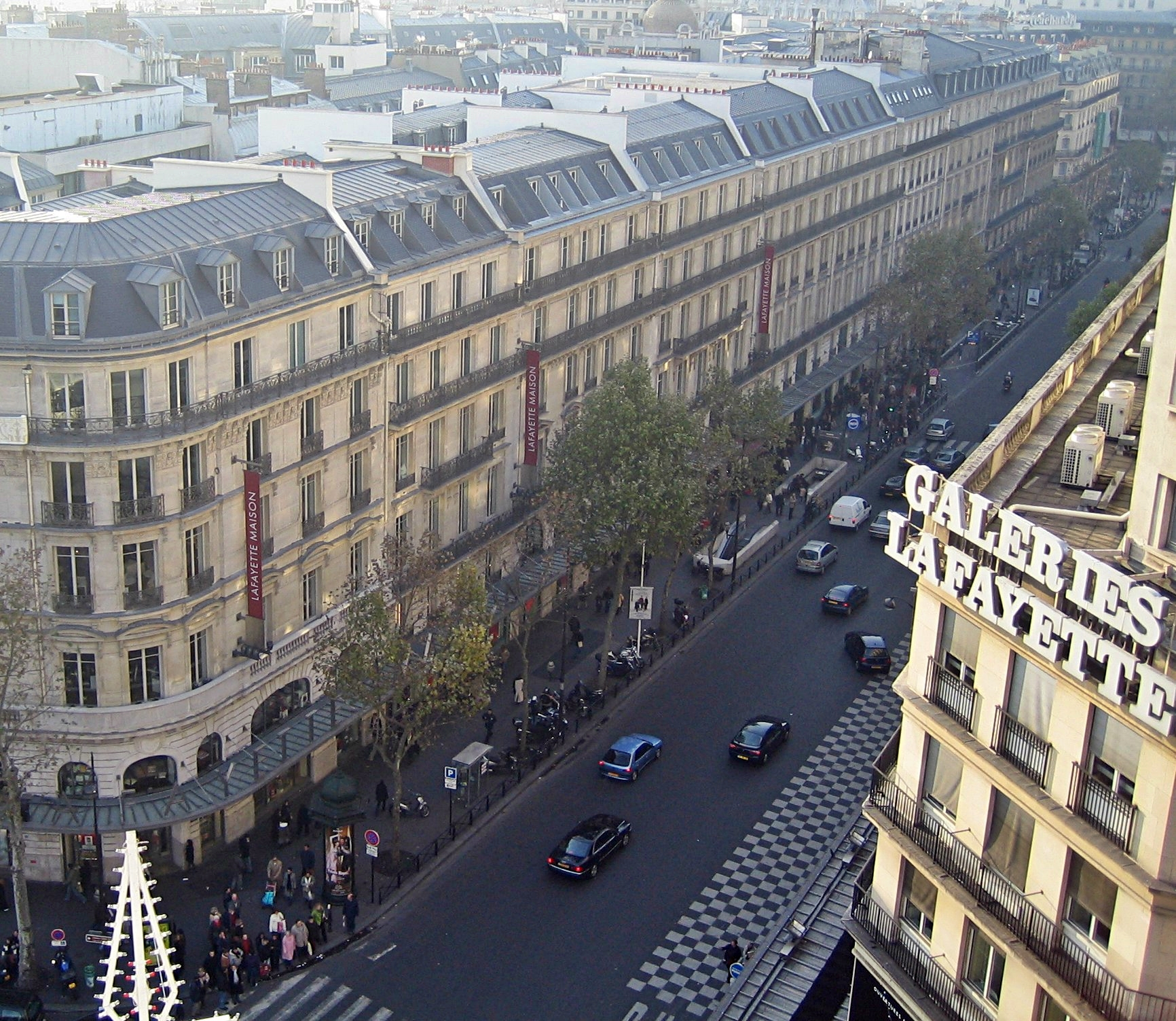
Đại lộ Haussmann

Cải tạo Paris thời Đệ nhị đế chế hay các công trình Haussmann (tiếng Pháp: Travaux haussmanniens) là dự án tái quy hoạch và hiện đại hóa thủ đô Paris của Pháp dưới thời Napoléon III. Dự án lớn này được thực hiện trong khoảng thời gian từ năm 1852 đến năm 1870 dưới sự phụ trách của tỉnh trưởng tỉnh Seine, nam tước Georges Eugène Haussmann.
Dự án của Haussmann bao trùm lên tất cả các mặt của quy hoạch đô thị của Paris như kiến trúc đô thị, đường sá, không gian xanh, hệ thống dẫn và thoát nước. Dự án này được thực hiện ở cả vùng trung tâm Paris lẫn các khu vực ngoại ô.
Tuy gặp phải một số chỉ trích vào thời gian thực hiện nhưng cùng với thời gian, dự án quy hoạch của Haussmann đã cho thấy hiệu quả lớn khi biến thành phố Paris từ một đô thị cổ, đường sá chật hẹp, trở thành một đô thị hiện đại với các đại lộ lớn và các quảng trường thoáng đãng. Không chỉ tạo ra bộ mặt của Paris ngày nay, các cải tạo của Haussmann còn là một kho báu cho các kiến trúc sư, các nhà quy hoạch đô thị và sử gia.

## Các ý tưởng đầu tiên

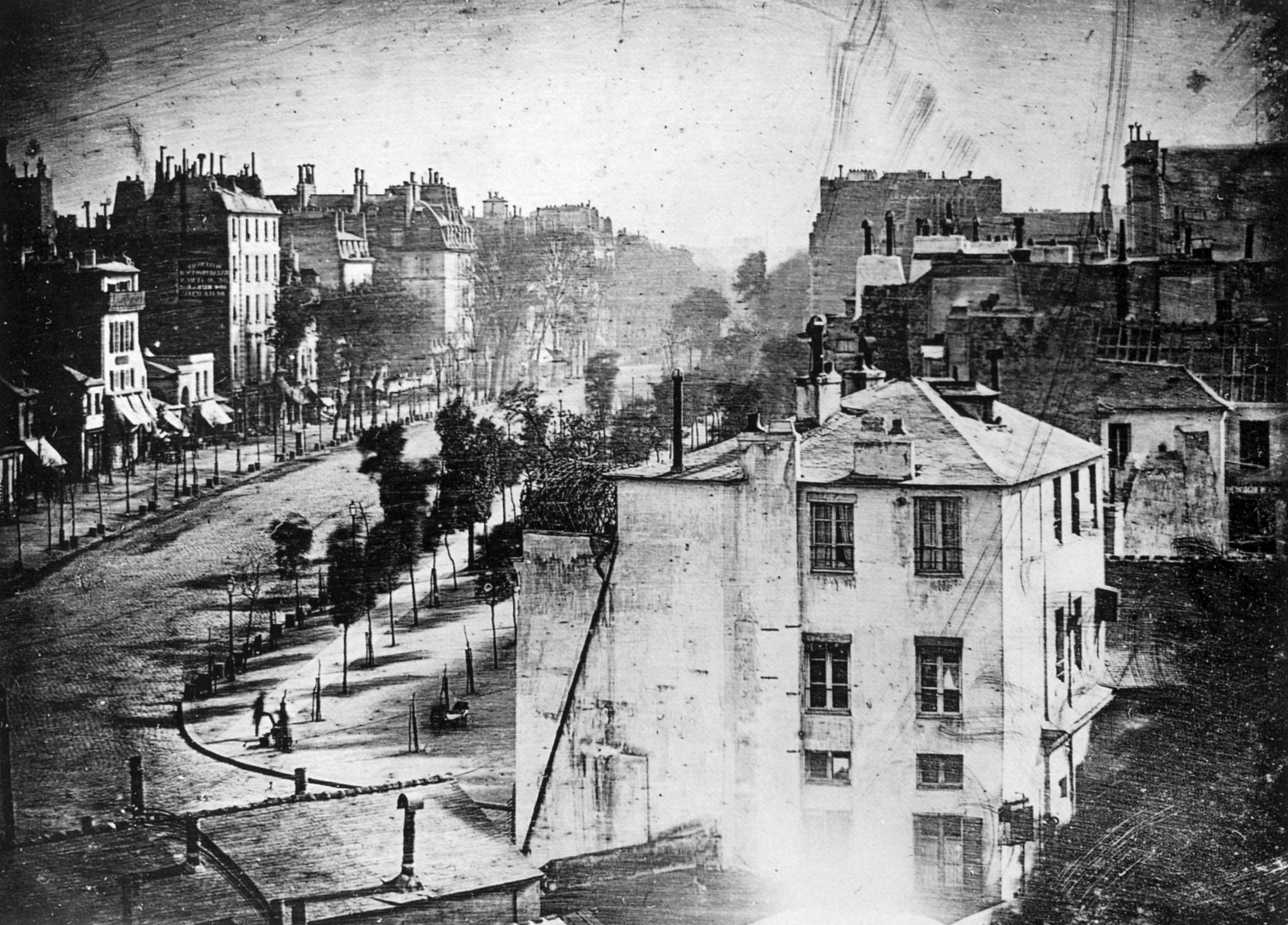
Đại lộ Temple năm 1838, bức ảnh nổi tiếng của Louis Daguerre

Cho đến giữa thế kỷ 19, trung tâm thành phố Paris vẫn giữ nguyên quy hoạch có từ thời Trung Cổ. Thành phố thể hiện sự tương phản với công trình, tượng đài bên canh các khu nhà ổ chuột dột nát. Những con đường nhỏ hẹp gây khó khăn cho lưu thông và những ngôi nhà chen chúc trong các khu phố bẩn thỉu. Mật độ dân số một vài quận trung tâm lên tới gần 100.000 người trên một km². Đó là kết quả của hàng thế kỷ phát triển tùy tiện.
Đối mặt với tình trạng này, ngay trong thời kỳ Cách mạng Pháp, năm 1794, một Ủy ban nghệ sĩ (Commission des artistes) đã thực hiện bản tái quy hoạch đầu tiên cho thành phố Paris. Theo bản quy hoạch này, một trục giao thông mới sẽ được xây dựng nối quảng trường Nation tới hàng cột của cung điện Louvre. Một trong các công trình được thực hiện dưới thời Napoléon là con đường mới chạy dọc vườn Tuileries, phố Rivoli, sau này được kéo dài dưới thời Đệ nhị đế chế đến tận Châtelet và phố Saint-Antoine. Trục đường mới này tỏ ra có hiệu quả hơn bản dự án của Ủy ban nghệ sĩ. Vào cuối thập niên 1830, Claude-Philibert Barthelot de Rambuteau, tỉnh trưởng tỉnh Seine, đã chú ý tới sự cần thiết phải cải tạo tình trạng giao thông khó khăn và điều kiện sống thiếu vệ sinh trong các khu phố cổ đông đúc ở trung tâm Paris. Để "lưu thông không khí và con người", Rambuteau đã thực hiện dự án cải tạo đầu tiên cho khu trung tâm Paris, tuy nhiên những hạn chế về quyền lực hành chính đã làm Rambuteau không thể tiến hành ý định của mình.
Việc cải tạo Paris chỉ thực sự được bắt đầu sau khi Louis-Napoléon Bonaparte, cháu của Hoàng đế Napoléon, trở thành tổng thống Cộng hòa rồi Hoàng đế Pháp vào ngày 2 tháng 12 năm 1852. Ngay sau khi lên ngôi Napoléon III đã muốn thực hiện việc hiện đại hóa thủ đô nước Pháp, đặc biệt là sau khi chứng kiến sự sạch sẽ và các công viên rộng lớn của Luân Đôn, thủ đô Anh, vốn được quy hoạch dưới thời Cách mạng công nghiệp. Một nguyên nhân khác khiến Napoléon III xúc tiến dự án này là nhu cầu cải thiện điều kiện sống của dân nghèo Paris: mật độ dân cư tại một số khu phố đã lên tới 100.000 người chỉ trên một km², hơn thế họ còn phải sống trong điều kiện vệ sinh rất tạm bợ. Việc cải tạo cũng sẽ tạo ra việc làm, giảm bớt tình trạng thất nghiệp nghiêm trọng, vốn là nguyên nhân dẫn tới các cuộc nổi loạn.
Người được Napoléon III tin tưởng trao trọng trách thực hiện dự án là Georges Eugène Haussmann, tỉnh trưởng tỉnh Seine từ năm 1853. Sự phối hợp giữa hai người đã dẫn đến thành công của dự án cải tạo Paris khi Napoléon III dùng quyền lực tối thượng của mình hỗ trợ Haussmann chống lại những người phản đối dự án. Còn về phía Haussmann với sự quyết đoán và lòng tin vào ý định của Napoléon III đã thực hiện một cách có hiệu quả công việc cải tạo thủ đô nước Pháp. Ngoài hai kiến trúc sư trưởng Napoléon III và Haussmann, dự án cải tạo Paris còn có sự tham gia của Victor de Persigny, bộ trưởng Bộ Nội vụ, người đã giới thiệu Haussmann với Napoléon và là người phụ trách vấn đề tài chính với sự giúp đỡ của anh em nhà Pereire; kỹ sư Jean-Charles Alphand và nhà làm vườn Jean-Pierre Barillet-Deschamps, hai người chịu trách nhiệm cải tạo các công viên và hệ thống cây xanh.
Trong kế hoạch của mình, Haussmann nhấn mạnh tầm quan trọng của Bản đồ Paris (Plan de Paris), do kiến trúc sư Deschamps chịu trách nhiệm. Các kiến trúc sư khác tham gia vào công trình là Victor Baltard (phụ trách Les Halles), Théodore Ballu (phụ trách Nhà thờ Chúa ba ngôi), Gabriel Davioud (phụ trách nhà hát ở quảng trường Châtelet) và Jacques Ignace Hittorff (phụ trách Gare du Nord).

## Quá trình chuẩn bị

### Tài chính
Chịu ảnh hưởng của học thuyết Saint-Simon, Napoléon III và các kỹ sư như Michel Chevalier hay các nhà kinh doanh như anh em nhà Pereire tin vào thuyết ý chí về kinh tế, họ cho rằng nhờ vào thuyết này có thể cải tạo được xã hội và xóa bỏ sự nghèo khổ. Với quyền lực tối thượng, thậm chí là độc tài, Napoléon III đã huy động được nguồn tài chính cho dự án cải tạo đầy tham vọng này. Nơi cung cấp tài chính lớn nhất là các ngân hàng Pháp vốn lúc này đang phát triển rất mạnh.
Trong giai đoạn đầu, Nhà nước trưng dụng đất đai của các chủ sở hữu tư nhân để phục vụ cho kế hoạch cải tạo. Sau đó các toà nhà cũ được phá bỏ để xây dựng các trục đường mới cùng tất cả các dịch vụ khác (nước, khí đốt, đường nước thải). Khác với Rambuteau, Haussmann dựa vào các khoản vay để tạo nguồn tài chính cho dự án vốn ngốn từ 50 đến 80 triệu franc mỗi năm. Từ năm 1858, Quỹ xây dựng Paris là nguồn cung cấp tài chính lớn nhất. Nhà nước thu lại tiền bằng cách bán lại đất dưới dạng các đơn vị nhà riêng biệt cho các cá nhân, những người này phải xây nhà theo quy định có sẵn của dự án. Bằng cách này, Haussmann huy động được mỗi năm một khoản tiền lớn gấp đôi so với ngân sách của thành phố.

### Luật pháp
Sắc lệnh ngày 26 tháng 3 năm 1852 đã đưa ra các công cụ luật pháp giúp xúc tiến dự án cải tạo của Haussmann:
- Quyền trưng dụng "vì mục đích sử dụng công": Chính quyền được phép trưng dụng các toà nhà nằm dọc các con đường được dự kiến xây dựng. Quyền này đã cho phép Haussmann phá sạch một phần đáng kể Île de la Cité để xây dựng lại. Từ sau năm 1860, quyền trưng dụng dần mất đi hiệu quả vì quyền lực của Napoléon III bắt đầu suy yếu.
- Bắt buộc các chủ đơn vị nhà phải tu sửa mặt tiền ngôi nhà của mình theo kì hạn 10 năm một lần.
- Quy định về độ cao chuẩn cho các con đường, quy định về thiết kế nhà, về chỗ nối giữa hệ thống đường ống nước thải.

Tiếp đó quy định về đô thị hóa năm 1859 cho phép mặt tiền các tòa nhà được cao tối đa 20 m trong các con phố rộng 20 m của Haussmann đang xây dựng (trước đó chiều cao tối đa là 17,55 m). Các mái nhà phải được làm nghiêng một góc 45 độ. Mặt tiền các đơn vị nhà nằm trên cùng một con phố cũng phải tuân thủ theo cùng một kích thước.

## Các giai đoạn cải tạo

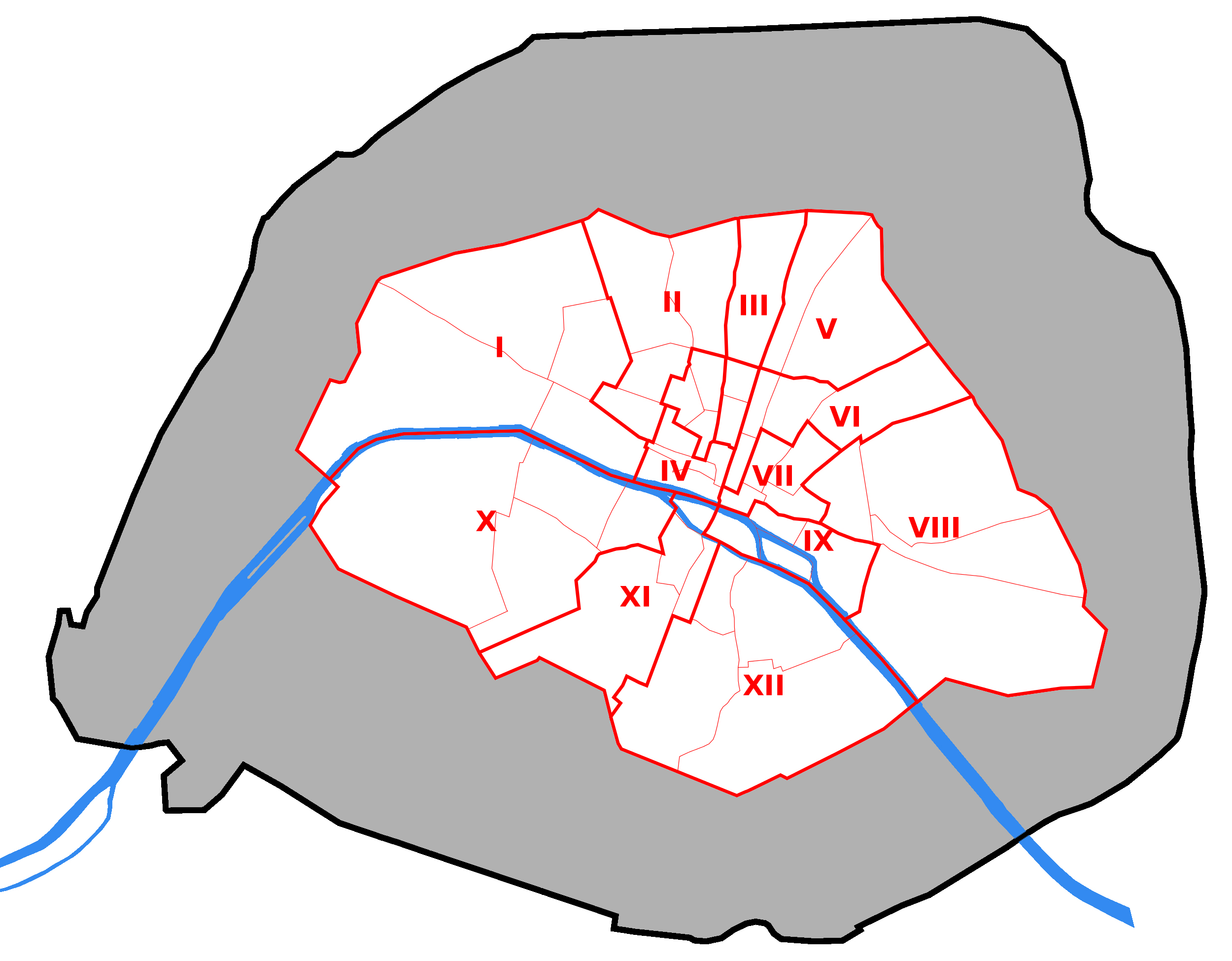
12 quận cũ của Paris

Các giai đoạn tiến hành dự án cải tạo Paris phản ảnh sự biến động của thời kì Đệ nhị đế chế: kế hoạch được thực hiện mạnh cho đến năm 1859, từ năm 1860 trở đi nó được tiến hành yếu hơn. Một phần dự án còn tiếp tục được thực hiện dưới thời Đệ tam cộng hòa sau khi Haussmann và Napoléon III đã không còn quyền lực.
Từ năm 1852 đến năm 1870 đã có 20.000 ngôi nhà bị phá hủy, 40.000 ngôi nhà khác được xây mới. Vùng ngoại ô của Paris "mới" mở rộng đến tận các chiến luỹ được Adolphe Thiers xây dựng năm 1844. 12 quận cũ được thay bằng 20 quận mới.

### Mạng lưới đường mới
Khi Rambuteau cho xây dựng con đường mới ở trung tâm thành phố, người dân Paris đã phải ngạc nhiên vì chiều rộng của nó: 13 mét. Tuy nhiên Haussmann đã chuyển con phố Rambuteau này xuống hạng đường loại hai và cho thiết lập một mạng lưới đường loại một mới với chiều rộng 20, thậm chí là 30 m. Mạng lưới đường này cho đến nay vẫn là xương sống cho quy hoạch đô thị của Paris.

### Trục lớn Bắc-Nam và Đông-Tây
Từ năm 1854 đến năm 1858, tận dụng thời gian Napoléon III đang có quyền lực tối thượng, Haussmann đã thực hiện kế hoạch táo bạo tái quy hoạch khu trung tâm Paris bằng các trục đường mới. Trục Bắc-Nam kéo dài từ đại lộ Sébastopol đến đại lộ Saint-Michel đã xoá sổ rất nhiều con đường và ngõ hẻm trên bản đồ Paris và tạo ra một chữ thập lớn ở Châtelet với phố Rivoli vốn cũng được kéo dài đến phố Saint-Antoine.
Trong cùng thời gian, Baltard cũng tiến hành xây dựng khu Les Halles, một phần dự án cũ của Rambuteau. Các công trình trên Île de la Cité, đặc biệt là các cây cầu, cũng được cải tạo và xây dựng lại.
Haussmann cũng hoàn thành các trục đường nối liền vành đai đại lộ với trung tâm như phố Rennes trên bờ trái và đại lộ Opéra trên bờ phải. Trong số này phố Rennes, theo dự án sẽ nối liền với sông Seine, đã không bao giờ được hoàn thành.

### Vành đai đại lộ

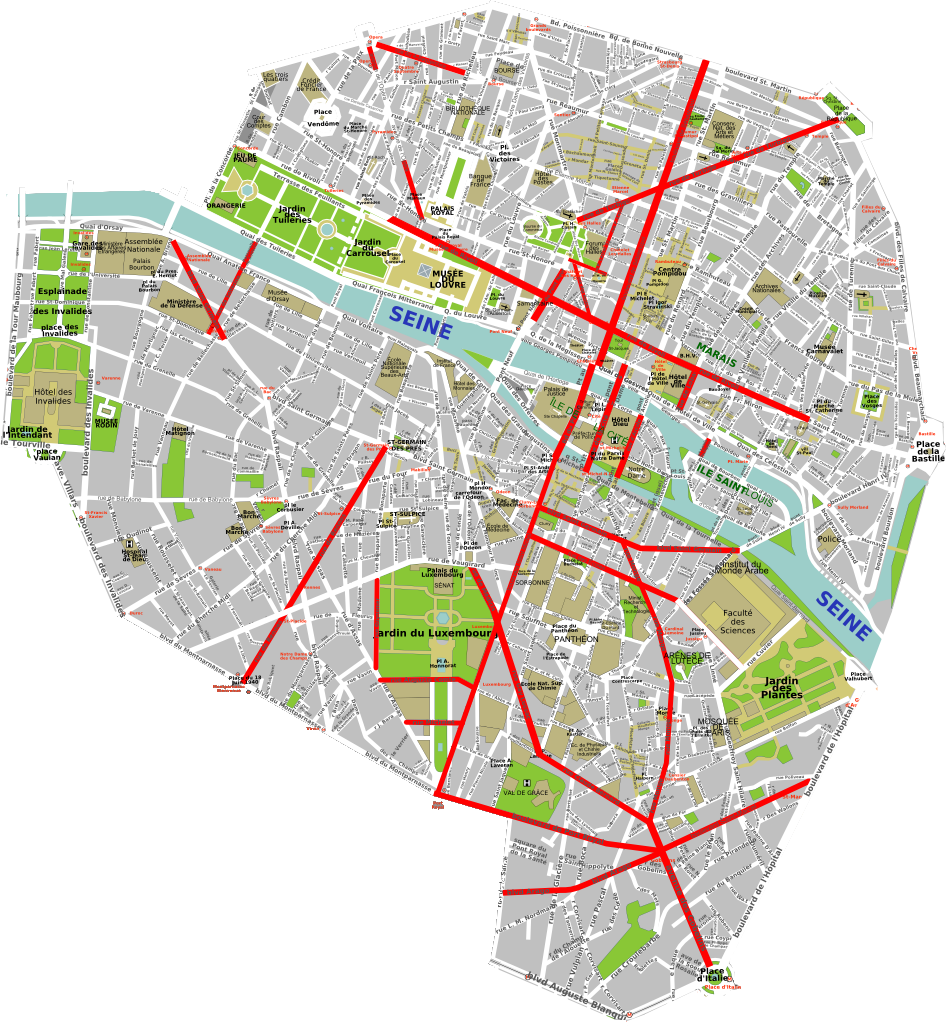
Các trục chính được tạo hoặc thay đổi từ 1850 tới 1870

Tiếp tục công trình của vua Louis XIV, Haussmann mở rộng các đại lộ lớn có sẵn và mở thêm một số đại lộ mới như đại lộ Richard-Lenoir. Một số trục mới được xây dựng đã nối liền các đại lộ có từ thời Louis XIV với các đại lộ chạy dọc bức tường Thuế quan; đại lộ Haussmann và nhánh phải của phố La Fayette (hoàn thành một phần trước năm 1870) đảm bảo giao thông cho khu Opéra với các quận bên ngoài; đại lộ Voltaire tạo thành đường vòng cho khu trung tâm từ quảng trường Nation.
Trên bờ trái sông Seine, do các "đại lộ phía Nam" (boulevards du midi - chạy xuyên qua quảng trường Italie, quảng trường Denfert-Rochereau và Montparnasse) nằm quá xa trung tâm nên Haussmann quyết định thành lập một trục mới theo hướng Đông-Tây. Ông mở rộng gấp đôi phố Écoles và cho xây dựng đại lộ Saint-Germain chạy dọc bờ trái.

### Các quận ngoại vi
Trong những năm cuối trên cương vị tỉnh trưởng tỉnh Seine, Haussmann bắt đầu quy hoạch lại các quận mới được thành lập từ những xã sáp nhập vào thủ đô năm 1860. Ông cũng cho xây dựng một con đường dài chạy quanh co qua các quận 19, 20 và 12, bao gồm các phố Simon-Bolivar, Pyrénées và đại lộ Michel-Bizot. Các khu phố phía Tây được hưởng lợi nhiều nhất từ sự mở rộng này: 12 đại lộ mới được xây dựng, phần lớn dưới thời Đệ nhị đế chế, nối liền với quảng trường Étoile.
Một số trục đường mới khác như đại lộ Daumesnil hay đại lộ Malesherbes cho phép đi qua các quận ngoại vi về hướng trung tâm Paris.

### Các quảng trường - giao lộ
Giao lộ giữa các đại lộ lớn cho phép tạo ra các quảng trường mới. Châtelet, công trình của Davioud, được tạo thành bởi sự giao nhau của hai trục Bắc-Nam và Đông-Tây của Paris. Dự án của Haussmann cũng tạo ra nhiều quan trường mới cho Paris như Étoile, Léon-Blum, Cộng Hòa hay Alma.

### Các nhà ga

Quảng trường Étoile

Năm 1855 Haussmann cho xây dựng ga Lyon, 10 năm sau Gare du Nord được xây dựng. Haussmann còn dự định nối liền tất cả các ga của Paris bằng đường sắt nội thị nhưng cuối cùng ông phải bằng lòng với việc tạo thuận tiện cho giao thông tới các ga tàu bằng hệ thống trục đường chính. Ga Lyon và Gare de l'Est được nối với phố Lyon, đại lộ Richard-Lenoir và đại lộ Magenta. Hai trục đường song song (phố La Fayette và đại lộ Haussmann - phố Châteaudun và phố Maubeuge) nối Ga de l'Est và Gare du Nord với Ga Saint-Lazare. Trên bờ trái, Ga Montparnasse được nối với phố Rennes.

### Các công trình kiến trúc
Napoléon III và Haussmann đều có chung ý tưởng biến Paris thành kinh đô của văn hoá và nghệ thuật với các công trình văn hoá và đài kỷ niệm lớn. Charles Garnier được giao thiết kế nhà hát Opéra theo phong cách chiết trung. Hai nhà hát đối xứng ở quảng trường Châtelet cũng được Gabriel Davioud xây dựng. Hôtel-Dieu và toà án Thương mại được xây dựng thay thế cho các khu phố thời Trung Cổ trên Île de la Cité.
Dưới thời Đệ nhị đế chế, các công trình tôn giáo mới cũng được xây dựng, có thể kể tới Nhà thờ Saint-Eugène (nay là Nhà thờ Saint-Eugène-Sainte-Cécile), Nhà thờ Chúa ba ngôi, Nhà thờ Saint-Ambroise và Nhà thờ Saint-Augustin.

### Hiện đại hoá dịch vụ công cộng
Việc quy hoạch lại các khu nhà của Paris không chỉ giúp lưu thông không khí tốt hơn mà cũng tạo cho người dân điều kiện tiếp xúc với hệ thống nước sạch và xử lý rác thải hiện đại hơn. Năm 1852, nước uống được phần lớn lấy từ sông Ourcq. Nước cũng được chiết suất từ sông Seine nhưng với chất lượng rất thấp. Để cải thiện tình trạng này, Haussmann đã giao cho kỹ sư Eugène Belgrand thiết kế hệ thống cung cấp nước mới cho thủ đô. Hệ thống này bao gồm 600 km máng dẫn nước được xây dựng từ năm 1865 đến năm 1900. Công trình đầu tiên của hệ thống là máng dẫn nước Dhuis chuyển nước từ Château-Thierry về Paris. Các máng dẫn nước của hệ thống sẽ cung cấp nước cho các bể chứa nằm bên trong thủ đô, trong số này bể chứa ở cạnh công viên Montsouris là bể chứa vào loại lớn nhất thế giới lúc bấy giờ. Bên cạnh hệ thống nước uống, Haussmann còn cho thiết lập một hệ thống nước có chất lượng thấp hơn, lấy từ sông Ourcq và sông Seine, để phục vụ cho nhu cầu lau rửa đường và chăm sóc cho các không gian xanh.
Đi đôi với hệ thống dẫn nước là hệ thống thoát nước thải và xử lý rác. Hơn 340 km đường ống thoát nước được xây dựng dưới sự giám sát của Belgrand trong khoảng thời gian từ 1854 đến 1870. Hệ thống này dùng chung cho cả nước mưa và nước thải dân dụng, chúng không còn được thải thẳng ra sông Seine thuộc địa phận Paris mà được dẫn xa khỏi thành phố về phía hạ lưu và thải ra sông ở Asnières. Nước thải ở bờ trái được chuyển sang bờ phải nhờ một đường ống chạy phía dưới cầu Alma.
Cả hai hệ thống này được thiết kế hoàn chỉnh đến mức chúng vẫn còn được sử dụng cho đến ngày nay.
Năm 1855, Napoléon III tổ chức lại hệ thống cung cấp khí đốt của Paris bằng việc thành lập một công ty cung cấp duy nhất để đảm bảo ổn định giá khí đốt.

### Các không gian xanh
Trước thời Haussmann, khu trung tâm Paris rất hiếm các không gian xanh vì tuy liên tục mở rộng, không gian xanh vẫn là điều "xa xỉ" với thủ đô nước Pháp vốn luôn lâm vào tình trạng thiếu đất ở. Sau khi quan sát các công viên rộng lớn của Luân Đôn, Napoléon III đã giao cho kỹ sư Jean-Charles Alphand việc quy hoạch các công viên và rừng cây mới cho Paris. Rừng Boulogne và rừng Vincennes bao bọc thành phố ở phía Tây và phía Đông. Bên trong thành phố, các công viên Buttes-Chaumont, Monceau và Montsouris tạo chỗ thư giãn cho người dân Paris ở các khu phố nằm xa 2 rừng cây ở ngoại thành. Ở mỗi khu phố, các công viên nhỏ cũng được thiết lập, hai bên hè của những đại lộ cũng được trồng các hàng cây được cắt tỉa cẩn thận.

## Chỉ trích

### Ý đồ của chính quyền độc tài
Một số nhà chính trị đương thời đã buộc tội Napoléon III dùng việc cải tạo Paris để làm bình phong cho kế hoạch bố trí cảnh sát của chính quyền độc tài. Theo đó việc xây dựng những con đường lớn chỉ nhằm mục đích chính là tạo thuận lợi cho sự di chuyển của các đoàn quân còn việc nắn thẳng các con đường chỉ giúp bắn thẳng đại bác vào đám đông trong trường hợp có biểu tình.
Những công trình của cuộc cải cách sau này đã cho thấy rõ ràng Napoléon III không chỉ dừng lại ở mục đích an ninh, các con phố và hệ thống dịch vụ công cộng được xây dựng để tạo điều kiện thuận lợi cho cuộc sống của người dân Paris nhiều hơn là tạo thuận lợi cho việc đàn áp các cuộc biểu tình.

### Phá vỡ cân bằng xã hội
Mặc dù một phần nguồn gốc kế hoạch cải tạo Paris là xuất phát từ ý tưởng mang tính xã hội của Napoléon III, nhiều nhà quan sát thời bấy giờ lại cho rằng dự án của Haussmann đã gây ra tác động xấu đối với dân số và xã hội của thành phố. Louis Lazare, tác giả của tác phẩm quan trọng Từ điển hành chính và lịch sử các con đường, công trình Paris (Dictionnaire administratif et historique des rues de Paris et de ses monuments), vào năm 1861 đã đưa ra nhận xét rằng các dự án của Haussmann đã thu hút về Paris quá nhiều dân nghèo và làm số người nhận trợ cấp xã hội tăng quá mức. Thực tế, Haussmann cũng đã áp dụng một số biện pháp để tránh việc dòng người tìm việc đổ xô về thành phố.
Từ thập niên 1850 một số chỉ trích lại nhằm vào các tác động của sự cải tạo đối với kết cấu xã hội của Paris. Có một số người cho rằng những đơn vị nhà kiểu cũ của Paris chính là tổng hợp của hệ thống cấp bậc trong xã hội Paris: Giới tư sản (bourgeois) ở tầng 3, viên chức ở tầng 4 và 5, người làm nghề nhỏ ở tầng 6, sinh viên và người nghèo ở tầng áp mái. Kết cấu đa dạng này đã bị phá vỡ sau những cải cách của Haussmann vì hai nguyên nhân chính:
- Việc cải tạo trung tâm thành phố đã dẫn tới giá thuê nhà tại đây tăng cao và đẩy các gia đình nghèo ra các quận ngoại vi. Có thể thấy rõ điều này qua thống kê dân số của một số quận Paris[4]:

| Quận    | 1861   | 1866   | 1872    |
| ------- | ------ | ------ | ------- |
| Quận 1  | 89 519 | 81 665 | 74 286  |
| Quận 6  | 95 931 | 99 115 | 90 288  |
| Quận 17 | 75 288 | 93 193 | 101 804 |
| Quận 20 | 70 060 | 87 844 | 92 712  |

- Một số lựa chọn của quá trình đô thị hóa đã góp phần vào sự mất cân bằng về cấu trúc xã hội Paris giữa phía Tây, giàu, và phía Đông, nghèo. Không có khu phố nào nằm ở phía Đông Paris được hưởng lợi từ sự thiết lập các đại lộ lớn xung quanh quảng trường Étoile tại quận 16 và quận 17. Vì vậy cuối cùng thì những người dân nghèo vẫn lại tập trung trong các khu phố nằm ngoài cuộc cải tạo.

Đáp lại những chỉ trích này, Haussmann đã đưa ra việc rừng Vincennes được thiết lập để cung cấp chỗ nghỉ ngơi cho người dân thuộc tầng lớp lao động tương đương với rừng Boulogne. Thêm nữa, các khu phố được đổi mới dưới thời Haussmann cũng có rất ít người thuộc tầng lớp trên đến ở.

### Thất bại tài chính
Cho đến cuối thập niên 1860, công trình cải tạo Paris bắt đầu gặp rắc rối về tài chính. Việc sáp nhập các xã ngoại vi vào địa phận Paris năm 1860 và xây dựng mới cho các khu vực này còn tốn kém hơn việc xây dựng ở trung tâm Paris, khoản ngân sách dự kiến ban đầu nhanh chóng thiếu hụt so với nhu cầu của cuộc cải tạo. Mặt khác, việc Napoléon III dần mất đi quyền lực tối thượng cũng gây khó khăn cho quá trình trưng dụng đất trong nội thành Paris để tái quy hoạch khi chính phủ và tòa án thường đưa ra các quyết định có lợi cho chủ sở hữu các tòa nhà hơn là cho Haussmann.
Thêm vào đó việc kéo dài cải tạo lớn Paris tới 20 năm đã làm ảnh hưởng tới cuộc sống của người dân thành phố. Jules Ferry đã viết một loạt bài báo với tựa đề Les Comptes fantastiques d'Haussmann để tố cáo tham vọng phóng đại của các dự án mới nhất và sự bất ổn về mặt tài chính của toàn công trình. Thực tế thì các dự án này được cung cấp tài chính không qua các khoản vay mà qua các khoản ủy thác của Quỹ xây dựng Paris vốn nằm ngoài sự kiểm soát của nghị viện Pháp.
Cuối cùng năm 1870 Haussmann bị sa thải, chỉ vài tháng trước khi Đệ nhị đế chế chấm dứt. Các khoản nợ của công trình sau đó đã nhanh chóng được giải quyết dưới thời Đệ tam cộng hòa.

## Tác động của việc đổi mới Paris

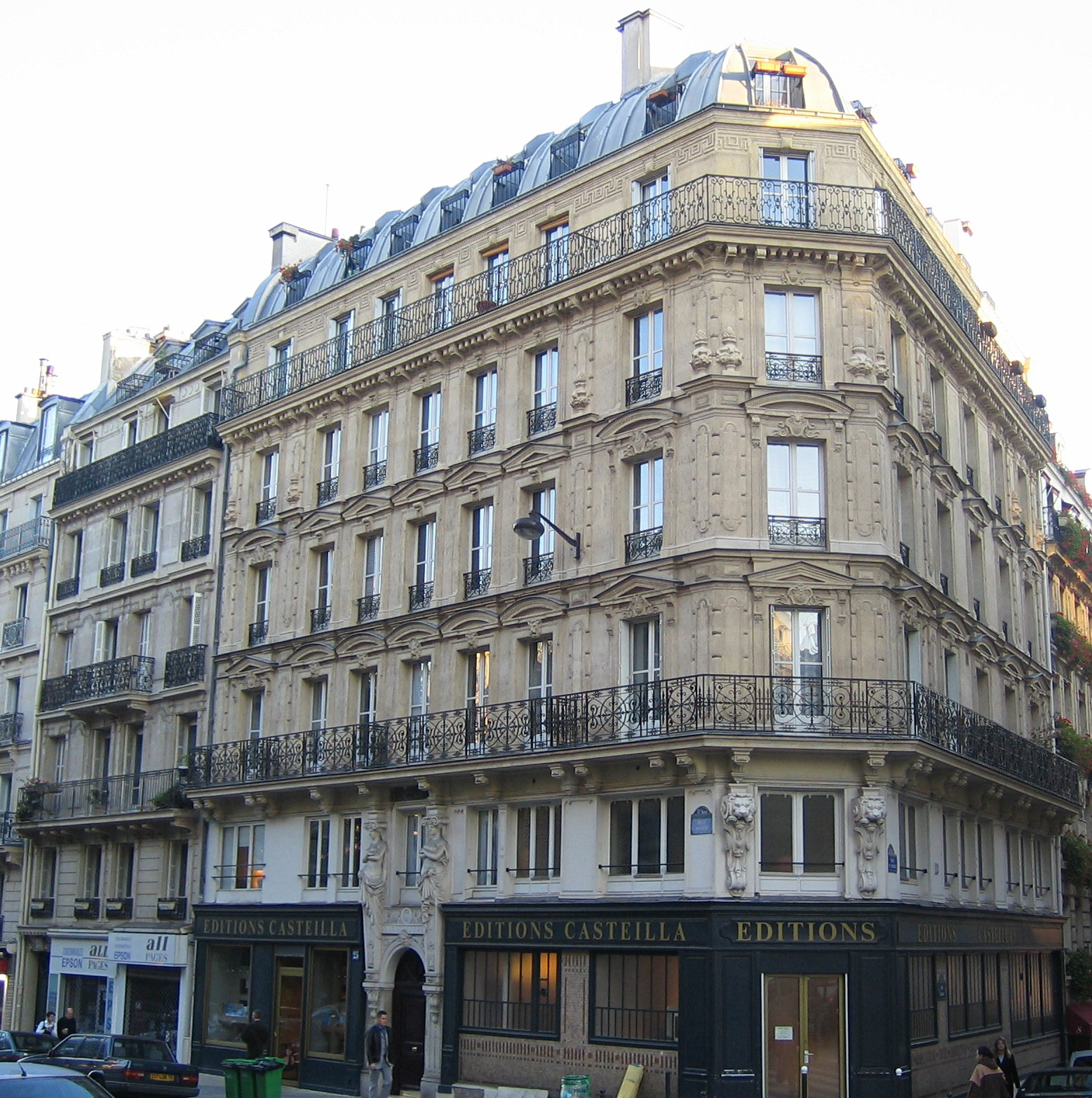
Tòa nhà kiểu "Haussmann"

Không chỉ dừng lại ở các kế hoạch cải tạo quy mô lớn, Haussmann còn dự định tác động đến thẩm mỹ tòa nhà riêng biệt. Mặt giáp phố của các đơn vị nhà được quy định theo một kiến trúc đồng nhất, chủ các tòa nhà này bắt buộc phải xây dựng mặt tiền theo quy định có sẵn.
Một mặt tiền điển hình "kiểu Haussmann" bao gồm:
- Tầng trệt và tầng lửng với tường ốp sâu.
- Tầng hai "cao quý" với một hoặc hai ban công được làm cầu kì, tầng thứ ba và thứ tư có phong cách tương tự nhưng các khung cửa sổ ít hoa mỹ hơn.
- Tầng thứ năm có ban công mảnh và không trang trí.
- Mái nhà dốc 45 độ.

Mặt tiền của các đơn vị nhà riêng biệt được thiết kế sao cho gần như trùng khớp với các đơn vị nhà liền kề: các ban công, gờ tường gần như thẳng hàng và giống hệt nhau về kiểu cách. Vì kiểu thiết kế này nên trên một phố lớn, các tòa nhà hai bên đường gần như giống hệt nhau tương tự các bức "tường" ở hai bên phố, người ta gọi những con phố như vậy là "phố tường" ("rue-mur").
Các cải tạo của Haussmann đã giúp cải thiện chất lượng sống ở Paris. Các bệnh truyền nhiễm như dịch tả dần biến mất, giao thông được cải thiện, các tòa nhà mới được xây dựng tốt hơn và thuận tiện hơn cho người dân Paris.
Các quy định kiến trúc khắt khe của Haussmann bắt đầu được gỡ bỏ năm 1882, theo đó các sai khác về kiến trúc mặt ngoài và mái của từng đơn vị nhà được cho phép trở lại. Sau Chiến tranh thế giới thứ hai, do nhu cầu nhà ở tăng cao, chính quyền Paris đã phải một lần nữa quy hoạch lại thủ đô. Những ý tưởng của Haussmann không còn được sử dụng, thay vào đó là đồ án của kiến trúc sư Le Corbusier, những quy định cơ bản thời Haussmann như tạo trục đường thẳng dài, giới hạn kích thước đường... được bãi bỏ. Đến thập niên 1970, các đơn vị nhà và quy định kiểu Haussmann một lần nữa được sử dụng khi người ta muốn tìm lại sự đồng nhất về kiến trúc cho thành phố Paris giống như dưới thời Đệ nhị đế chế.
Haussmann được xem như táo bạo hơn nhiều nếu so với Robert Moses khi cải tạo New York đầu thế kỷ 20. Mặc dù từng nhận những lời chỉ trích là "điên rồ" "vô cảm", nhưng ngày nay kế hoạch cải tạo Paris của Napoléon III và Haussmann được đánh giá khá tích cực. Một số thành phố vệ tinh của Paris như Issy-les-Moulineaux hay Puteaux đã cho xây dựng các con phố gợi nhớ lại hình ảnh những khu phố kiểu Haussmann ("Quartier Haussmannien").